# Maria Anna Bondini Barilliová
Maria Anna Bondini Barilliová (18. října 1780, Drážďany - 24. října 1813, Paříž) byla původem italská operní zpěvačka sopranistka, většinu života žijící ve Francii.

## Život a kariéra
Své příjmení Bondini měla po svých italských rodičích, kteří působili v Praze, otec Pasquale Bondini byl operní zpěvák a od roku 1783 ředitel Nosticova divadla a jeho manželka Caterina rozená Saporitiová, sopranistka a představitelka rolí v Mozartových operách.
Poté, co se Maria Anna s rodiči vrátila z Prahy do Itálie studovala v Bologni u sopranisty Pietra Benedettiho zv. Sartorini.
Následně odešla do Paříže, kde koncertovala a u císařovny Josefiny vzbudila nadšený obdiv. Brzy nato získala angažmá v tamním Italském divadle, kde debutovala v roce 1807. Provdala se za italského komického operního zpěváka Luigi Barilliho. V Italském divadle zůstala až do své předčasné smrti, hýčkána obdivem veřejnosti. V téže době zemřely také její tři děti. Manžel Luigi, pronásledován smůlou zemřel v chudobě v Paříži dne 26. května 1824.
Mezi její oblíbená díla patřily opery: Il matrimonio segreto D. Cimarosy, La foresta di Nicobar, Il pazzo per la mina, Le nozze di Dorina ad.